# Militära grader i Pakistan
Militära grader i Pakistan visar militära grader och gradbeteckningar i Pakistans armé.

## Officerare
| Basic Pay Scale | Apex Scale | BPS-22             | BPS-21          | BPS-20     | BPS-19        | BPS-19             | BPS-18      | BPS-17                 | BPS-17     | BPS-17            |
| --------------- | ---------- | ------------------ | --------------- | ---------- | ------------- | ------------------ | ----------- | ---------------------- | ---------- | ----------------- |
| Gradbeteckning  |            |                    |                 |            |               |                    |             |                        |            |                   |
| Militär grad    | General    | Lieutenant-General | Major-General   | Brigadier  | Colonel       | Lieutenant-Colonel | Major       | Captain                | Lieutenant | Second Lieutenant |
| Typbefattning   | Arméchef   | Armékårchef        | Fördelningschef | Brigadchef | Garnisonschef | Bataljonschef      | Kompanichef | Kompanichef Plutonchef | Plutonchef | Plutonchef        |

## Underofficerare
| Basic Pay Scale | BPS-16                       | BPS-15           | BPS-14/13                  |
| --------------- | ---------------------------- | ---------------- | -------------------------- |
| Gradbeteckning  |                              |                  |                            |
| Militär grad    | Subedar Major Risaldar Major | Subedar Risaldar | Naib Subedar Naib Risaldar |

## Underbefäl och manskap
| Basic Pay Scale | BPS-11/9                 | BPS-11/9                         | BPS-11/9               | BPS-11/9                       | BPS-9/8  | BPS-8/7 | BPS-7      | BPS-5 |
| --------------- | ------------------------ | -------------------------------- | ---------------------- | ------------------------------ | -------- | ------- | ---------- | ----- |
| Gradbeteckning  |                          |                                  |                        |                                |          |         |            | ingen |
| Militär grad    | Battalion Havildar Major | Battalion Quartermaster Havildar | Company Havildar Major | Company Quartermaster Havildar | Havildar | Naik    | Lance Naik | Sepoy |